# Rejon Soroca
Rejon Soroca – rejon administracyjny w północno-wschodniej Mołdawii.

## Demografia
Liczba ludności w poszczególnych latach:
| 1959  | 1970   | 1979   | 1989   | 2004  | 2014   |
| ----- | ------ | ------ | ------ | ----- | ------ |
| 89174 | 100938 | 106062 | 107834 | 94986 | 100100 |